# Антоніо Октавіо Санчес
Антоніо Октавіо Санчес (ісп. Antonio Octavio Sánchez) — іспанський, андалузький підприємець, президент футбольного клубу «Кадіс КФ» із міста Кадіс. Опісля об'єднання клубу коледжу «Міранділла КД» із доісторичним клубом «Кадіс ФК», члени правління обрали його керманичем з поміж себе і він став, 10 за ліком, президентом головного футбольного клубу побережжя Кадіської затоки.

## Життєпис
Антоніо Октавіо Санчес був із числа андалузької знаті, бо лише таким родинам доручалося кермування спортивними тогочасними клубами. Його предки були фабрикантами-підприємцями, відтак і Антоніо випало продовжити їх справи. Але ще замолоду він був активною особистістю, захоплювався спортом, а коли добирали нових членів до спортивного Футбольного клубу «Міранділла КД», Антоніо Октавіо Санчес запросили в його акціонери-партнери, а пізніше, ще й обрали президентом клубу.
Головний набуток Антоніо Октавіо Санчеса: збереження колективу в трагічний період громадянської війни та успішний старт на загальноіспанській арені — Сегунді. Йому довелося опікуватися як головною футбольною командою, так ще другою командою, а також юнацьким аматорським колективом.
Незважаючи на складні 3 роки громадянського конфлікту, «кадісці», позбувшись турнірних змагань, вдовільнялися товариськими спарингами та тренуваннями. Незважаючи на чималий відтік футболістів на арени боїв (одні підтримували республіканців, а інші пішли за Франко), лише молодь та його очільники підтримували існування клубу. Президент клубу Антоніо Октавіо Санчес, задекларувавши перехід на публічну платформу підтримки «франкісців», тим самим отримав часткову підтримку уряду, і це додатково дало можливості проводили товариські матчі з військовиками чи командами сусідніх міст.
За сприяння попередника і свого наступника, Рафаеля Лопес Ґассо, одразу ж по закінченню громадянської війни, вдалося протиснути клуб до Сегунди (далися взнаки знайомство з високими чинами та військовиками при генералісімусі Франко, зокрема, залучивши опікуна — Рамона де Карранса Гомеса — маркіза де Сото Гермосо (Ramón de Carranza Gómez marqués de Soto Hermoso).
Після полишення поста президента клубу, Антоніо Октавіо Санчес повернувся до своїх фінансових справ та продовжив своє сприяння спорту в Кадісі.